# Darapsa
Darapsa este un gen de molii din familia Sphingidae. 

## Specii
- Darapsa choerilus - (Cramer 1779)
- Darapsa myron - (Cramer 1779)
- Darapsa versicolor - (Harris 1839)